# Eugène Jansson
Eugène Jansson (født 18. marts 1862 i Stockholm, død 15. juni 1915 i Stockholm) var en svensk maler.
Efter at have udført flere landskabsbilleder med motiver fra Stockholm blev Jansson – ligesom tidligere Eckersberg i Danmark – opmærksom på de motiver som frembød sig når flådens mandskab om sommeren dyrkede svømning på de dertil indrettede anlæg i havneområdet. Her var ikke offentlig adgang, og både officerer og orlogsgaster
svømmede og solbadede derfor i fuld nøgenhed. Jansson kunne således følge sin forkærlighed for at male scener befolkede med nøgne, atletiske mandsskikkelser. Hans værker kan ses på de vigtigste svenske kunstmuseer.

## Ekstern henvisning
Flottans badhus (Svanhopp) (1907) Arkiveret 11. marts 2007 hos  Wayback Machine